# Austrálie na Zimních olympijských hrách 1956
Austrálii na Zimních olympijských hrách 1956 reprezentovalo 8 sportovců, kteří soutěžili v alpském lyžování, krasobruslení a rychlobruslení. Nejlepší výsledek nakonec zaznamenal rychlobruslař Colin Hickey, který se v závodech na 500 a 1500 metrů umístil sedmý.

## Počet soutěžících v jednotlivých sportech
| Sport           | Muži | Ženy | Celkem |
| --------------- | ---- | ---- | ------ |
| Alpské lyžování | 4    | 1    | 5      |
| Krasobruslení   | 2    | 0    | 2      |
| Rychlobruslení  | 1    | 0    | 1      |
| Celkem          | 7    | 1    | 8      |

## Alpské lyžování

### Muži
| Sportovec     | Disciplína  | 1. kolo    | 1. kolo    | 2. kolo | 2. kolo | Celkem     | Celkem     | Celkem     |
| Sportovec     | Disciplína  | Čas        | Pořadí     | Čas     | Pořadí  | Čas        | Ztráta     | Pořadí     |
| ------------- | ----------- | ---------- | ---------- | ------- | ------- | ---------- | ---------- | ---------- |
| Bill Day      | Sjezd       | —          | —          | —       | —       | 4:02,0     | +1:09,8    | 35.        |
| Tony Aslangul | Obří slalom | —          | —          | —       | —       | 4:09,0     | +1:08,9    | 69.        |
| Bill Day      | Obří slalom | —          | —          | —       | —       | 3:56,9     | +56,8      | 61.        |
| Frank Prihoda | Obří slalom | —          | —          | —       | —       | 4:31,2     | +1:39,0    | 80.        |
| James Walker  | Obří slalom | —          | —          | —       | —       | 5:21,0     | +2:20,9    | 84.        |
| Tony Aslangul | Slalom      | nedokončil | nedokončil | —       | —       | nedokončil | nedokončil | nedokončil |
| Bill Day      | Slalom      | nedokončil | nedokončil | —       | —       | nedokončil | nedokončil | nedokončil |
| Frank Prihoda | Slalom      | 2:54,3     | 60.        | 2:43,2  | 51.     | 5:37,5     | +2:22,8    | 54.        |

### Ženy
| Sportovec         | Disciplína  | 1. kolo | 1. kolo | 2. kolo | 2. kolo | Celkem | Celkem | Celkem |
| Sportovec         | Disciplína  | Čas     | Pořadí  | Čas     | Pořadí  | Čas    | Ztráta | Pořadí |
| ----------------- | ----------- | ------- | ------- | ------- | ------- | ------ | ------ | ------ |
| Christine Davyová | Sjezd       | —       | —       | —       | —       | 2:01,6 | +20,9  | 39.    |
| Christine Davyová | Obří slalom | —       | —       | —       | —       | 2:17,3 | +20,8  | 37.    |
| Christine Davyová | Slalom      | 1:26,1  | 32.     | 1:21,5  | 29.     | 2:47,6 | +55,3  | 33.    |

## Krasobruslení
| Sportovec      | Kategorie | PP  | VJ  | Body    | Pořadí |
| -------------- | --------- | --- | --- | ------- | ------ |
| Allan Ganter   | Muži      | 13. | 13. | 1191,72 | 13.    |
| Charles Keeble | Muži      | 16. | 14. | 1115,39 | 16.    |

## Rychlobruslení
| Sportovec    | Disciplína | Celkem  | Celkem |
| Sportovec    | Disciplína | Čas     | Pořadí |
| ------------ | ---------- | ------- | ------ |
| Colin Hickey | 500 m      | 41,9    | 7.     |
| Colin Hickey | 1500 m     | 2:11,8  | 7.     |
| Colin Hickey | 5000 m     | 8:10,0  | 14.    |
| Colin Hickey | 10000 m    | 17:45,6 | 27.    |